# Tartufo
Un tartufo è il corpo fruttifero di un fungo Ascomycota sotterraneo. La maggior parte dei tartufi appartiene al genere Tuber, ma esistono anche altri generi di funghi appartenenti a questa categoria fra cui Geopora, Peziza, Choiromyces, Leucangium e oltre un centinaio di altri. I tartufi appartengono alla classe Pezizomycetes e, tolte alcune eccezioni, all'ordine Pezizales. I tartufi sono funghi micorrizici, e crescono pertanto vicini alle radici degli alberi. La dispersione delle spore dei tartufi avviene grazie ai micofagi, animali che si nutrono di funghi. Sotto la denominazione di tartufo vengono ricomprese comunemente anche le terfezie, genere della famiglia Terfeziaceae, detti anche tartufi del deserto. Sono endemici di aree desertiche e semi-desertiche dei paesi che si affacciano sul Mediterraneo, dove sono molto apprezzati.
Talune specie di tartufo costituiscono un'essenza alimentare estremamente pregiata, ricercata e costosa; altre specie sono invece considerate di poco pregio o, talvolta, perfino lievemente tossiche. In ogni caso i tartufi emanano un tipico profumo penetrante e persistente che si sviluppa solo a maturazione avvenuta e che ha lo scopo di attirare gli animali selvatici (maiale, cinghiale, tasso, ghiro, volpe), nonostante la copertura di terra, per spargere le spore contenute e perpetuare la specie. Tali frutti ipogei vengono individuati con l'aiuto di cani, o maiali, e raccolti a mano.
La scienza che studia i tartufi si chiama idnologia e deriva dal greco ὕδνον, hýdnon.

## Caratteristiche

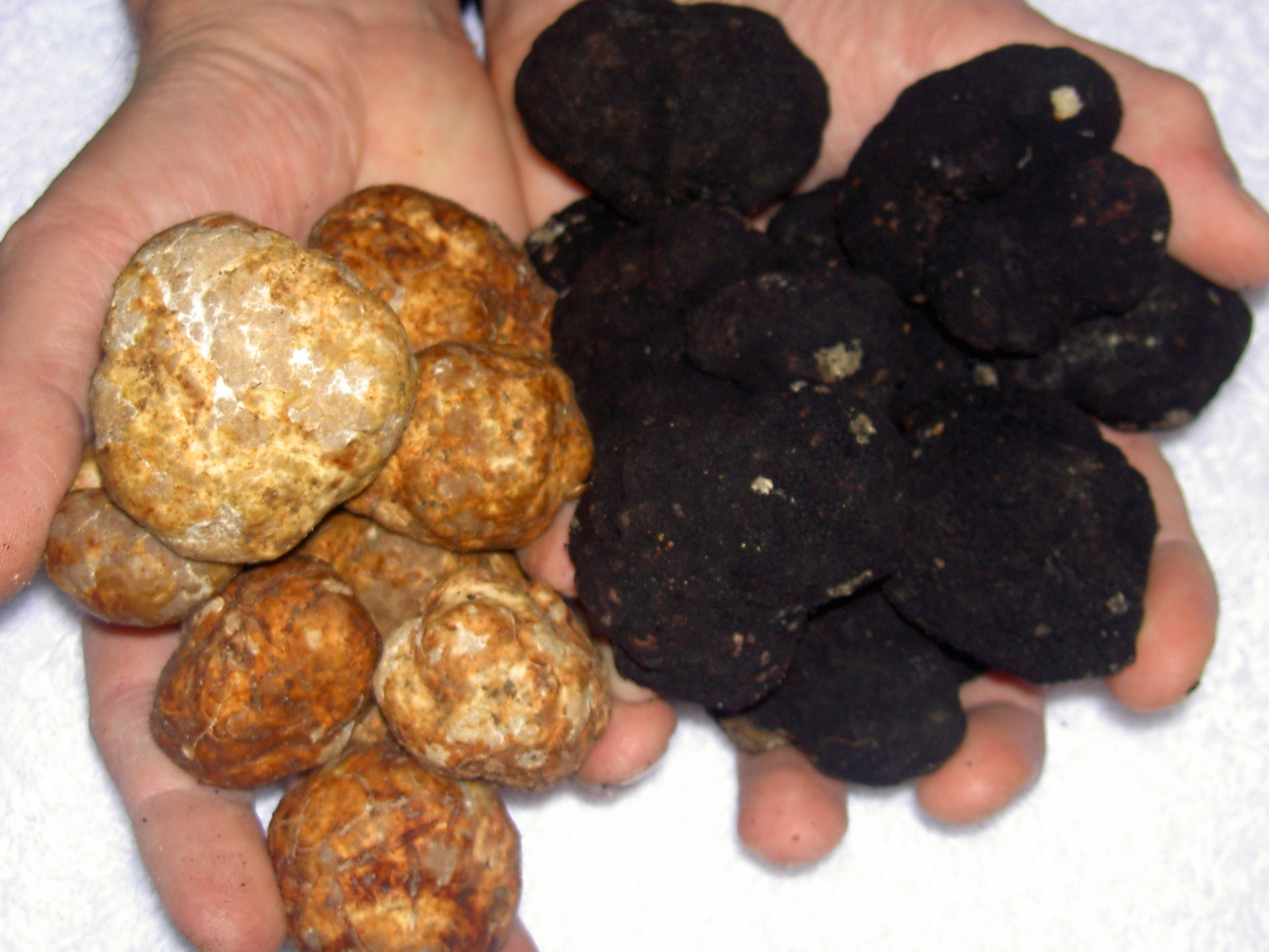
Tartufi bianchi e neri

Le specie di questo genere presentano il carpoforo globoso, con la superficie esterna (peridio) liscia o verrucosa, l'interno (gleba) marmorizzato, spore brune
,sub-globose o ellissoidali, reticolate o spinose.

## Storia

### Il termine "tartufo"
L'origine della parola tartufo fu per molto tempo dibattuta dai linguisti, che dopo secoli di incertezze giunsero alla conclusione, ritenuta probabile ma non definitiva, che tartufo derivasse dal latino terrae tuber, da cui discendono territùfru, volgarizzazione del tardo latino terrae tufer (escrescenza della terra), dove tufer sarebbe usato al posto di tuber (vedi Dizionario Italiano Sabatini-Coletti, Giunti, Firenze 1999).
Recentemente, lo storico Giordano Berti, fondatore dell'Archivio Storico del Tartufo, ha dimostrato in modo convincente che il termine tartufo deriva da terra tufide tubera o anche da terra tufule tubera. Questo titolo appare in testa a un'illustrazione della raccolta del tartufo contenuta nel Tacuinum sanitatis, codice miniato a contenuto naturalistico risalente al XIV secolo, conosciuto in diverse versioni. Il termine tartufo deriva quindi, secondo Berti, dalla somiglianza che si ravvisava tra questo fungo ipogeo e il tufo, pietra porosa tipica dell'Italia centrale. Il termine si contrasse poi in terra tufide e nei dialettali tartùfola, trìfula, tréffla, trìfola. Il termine tartufo cominciò a diffondersi in Italia nel Seicento, ma nel frattempo la dizione volgare era già emigrata in Europa assumendo varie dizioni: truffe in Francia, Trüffel in Germania, truffle in Inghilterra.

### Il mondo antico

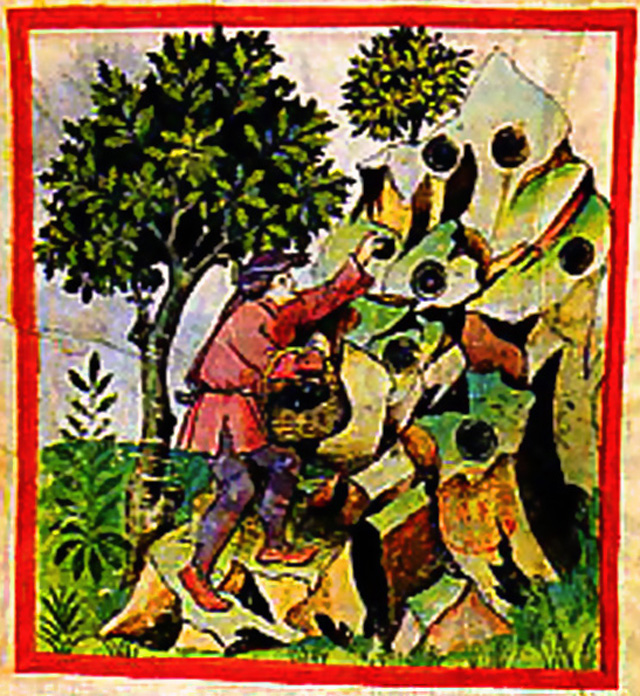
Terra tufide Tubera, illustrazione della raccolta del tartufo nero nel Tacuinum sanitatis, BNF Lat9333

Le prime notizie certe sul tartufo compaiono nella Naturalis Historia, di Plinio il Vecchio. Nel I secolo d.C., grazie al filosofo greco Plutarco di Cheronea, si tramandò l'idea che il prezioso fungo nascesse dall'azione combinata dell'acqua, del calore e dei fulmini. Da qui trassero ispirazione vari poeti; uno di questi, Giovenale, spiegò che l'origine del prezioso fungo, a quell'epoca chiamato "tuber terrae", si deve ad un fulmine scagliato da Giove in prossimità di una quercia (albero ritenuto sacro al padre degli dèi). Poiché Giove era anche famoso per la sua prodigiosa attività sessuale, al tartufo da sempre si sono attribuite qualità afrodisiache. Scriveva il medico Galeno: "il tartufo è molto nutriente e può disporre della voluttà".

### Il Medioevo e il Rinascimento
Tra gli autori rinascimentali degni di nota occorre citare almeno il medico umbro Alfonso Ceccarelli, il quale scrisse un libro sul tartufo, l'Opusculus de tuberis (1564), dove sono riassunte le opinioni di naturalisti greci e latini e vari aneddoti storici. Da questa lettura risulta che il tartufo è sempre stato cibo altamente apprezzato, soprattutto nelle mense di nobili ed alti prelati. Per alcuni, il suo aroma era una sorta di "quinta essenza" che provocava sull'essere umano un effetto estatico.
Una ricerca svolta da Raoul Molinari e Giordano Berti su cronache medievali e rinascimentali, testi corografici del Regno sabaudo, lettere di cronisti e viaggiatori sette e ottocenteschi, ha portato alla luce una straordinaria quantità di notizie che esaltano l'intero Monferrato (area che storicamente comprende il Casalese, l'Alessandrino occidentale, l'Acquese, l'Astigiano, le Langhe e il Roero) come luogo di produzione dei più eccellenti e profumati tartufi.
Tra i luoghi che fin dal Medioevo sono rinomati per la ricerca ed il commercio dei tartufi emergono in particolare due città: Casale Monferrato i cui tartufi, prima dell'annessione al Ducato di Savoia, erano destinati alla corte mantovana dei Gonzaga; Tortona, centro di rifornimento per i Visconti-Sforza di Milano.

## Produzione

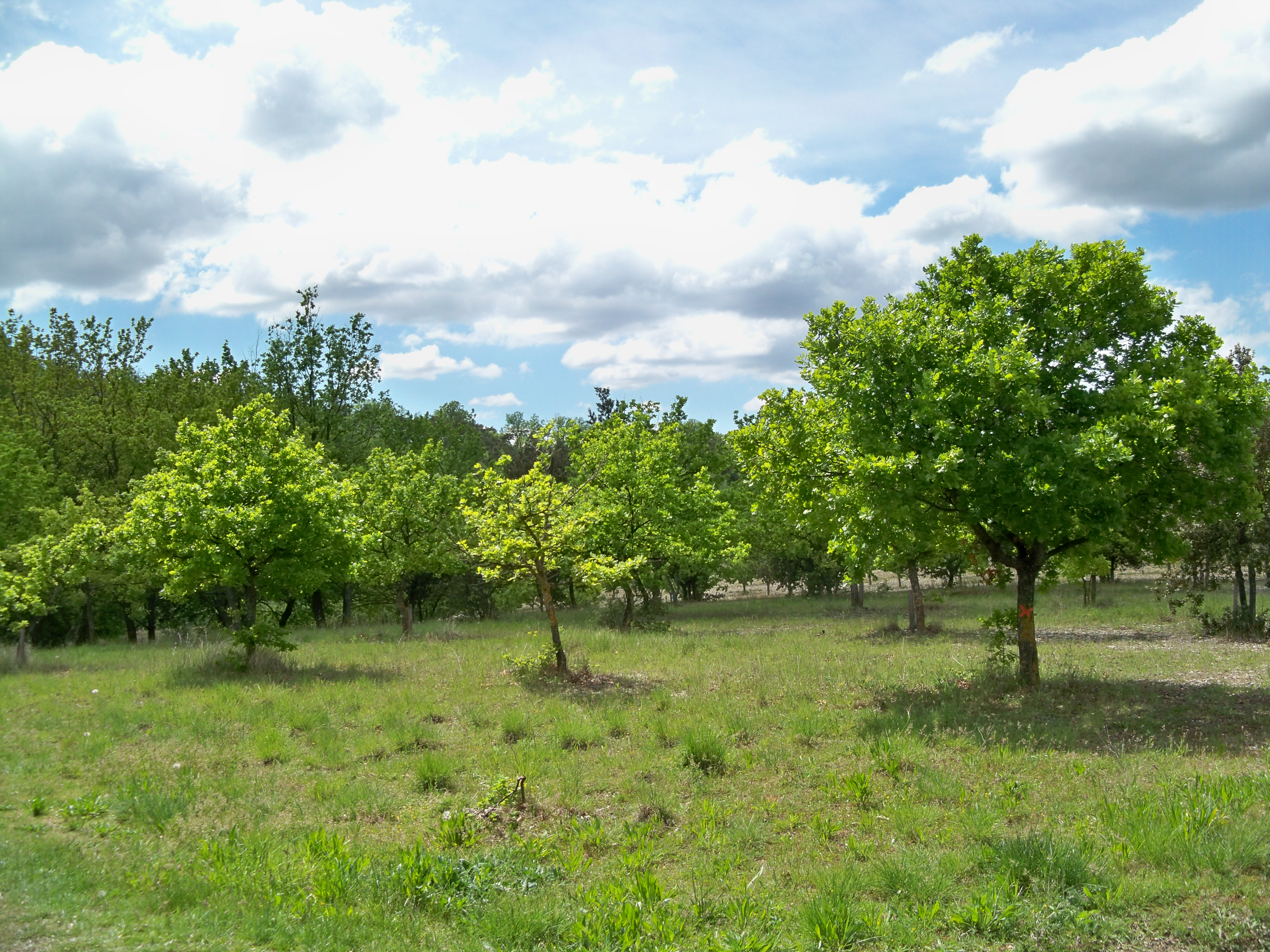
Una tipica tartufaia (ambiente di crescita dei tartufi) in Francia

I tartufi sono relativamente rari, in quanto la loro crescita dipende da fattori stagionali, oltre che ambientali. In certe annate di particolare scarsità arrivano a costare cifre molto elevate. Nel 2016 un importante cuoco cinese pagò oltre 100.000 euro per un unico esemplare di tartufo bianco di 1170 grammi, messo all'asta. L'Italia è il primo produttore ed esportatore al mondo del Tuber magnatum bianco pregiato.
Le più importanti zone di produzione di tartufo bianco, per via della loro conformazione geografica, sono il Piemonte (in particolar modo Alba, nelle Langhe in provincia di Cuneo, la provincia di Asti, la provincia di Alessandria - più precisamente le valli Curone, Grue, Ossona e Borbera - e una parte della città metropolitana di Torino), la Lombardia sud-orientale (Carbonara di Po, in provincia di Mantova, nella protetta Isola Boscone), l'Emilia-Romagna (tutta la fascia appenninica a partire da Piacenza, e in particolare i colli bolognesi e forlivesi), la Toscana (specialmente i comuni di San Miniato, in provincia di Pisa, San Giovanni d'Asso, in provincia di Siena, e Castell'Azzara in provincia di Grosseto), l'Umbria (Città di Castello, Umbertide, Gubbio e Norcia, in provincia di Perugia), le Marche (con in testa Acqualagna e Sant'Angelo in Vado, in provincia di Pesaro e Urbino; molto apprezzata anche la zona dei Monti Sibillini, in particolare della zona di Amandola), il Basso Lazio con Campoli Appennino, l'Abruzzo con il paese di Ateleta, in provincia dell'Aquila, Quadri (provincia di Chieti), e il Molise, le cui zone di maggior raccolta sono quelle ricadenti nei comuni di Larino e Spinete, in provincia di Campobasso, e Frosolone, San Pietro Avellana e Vastogirardi in provincia di Isernia.
Molto più comune invece il tartufo nero, che vede in Umbria e in Molise alcune delle zone più vocate alla sua produzione, sia della varietà estiva (il cosiddetto scorzone), sia della più pregiata varietà invernale (Tuber melanosporum). Altre produzioni, di recente scoperta, si individuano in Campania (Sannio beneventano e Irpinia), Puglia (monti della Daunia, e in particolare Roseto Valfortore), Basilicata, Calabria e Sicilia, dove i tartufi hanno iniziato a essere valorizzati solo in tempi recentissimi.
Il Delta del Po, tra Emilia Romagna e Veneto, è un'altra zona che bene si presta a ospitare la produzione dello scorzone, ma anche del Tuber albidum, detto marzolino o bianchetto.

### Ricerca con maiali e cani
In Italia è sempre possibile raccogliere tartufi, salvo durante il periodo di fine aprile.
Tradizionalmente la raccolta era compiuta impiegando un maialino. Il problema di tale metodo è che il maiale è ghiotto di tartufi, ed occorre trattenerlo per impedirgli di mangiare il ritrovato. Inoltre è vietato dalla legge poiché nella ricerca causa danni ambientali.
Invece in alcune regioni della Francia, in particolare nel Lot e nel Périgord, si usa ancor oggi andare in cerca di tartufi con maiali perfettamente addestrati.
Al giorno d'oggi, in Italia si impiegano esclusivamente cani debitamente addestrati. Non si impiegano razze particolari (a parte il lagotto romagnolo), al contrario in genere si sceglie un meticcio di piccola taglia.
Nonostante l'associazione dell'immagine del cinghiale al tartufo, la raccolta con cinghiale non è stata mai utilizzata, a causa dell'evidente difficoltà di controllare un animale selvatico e non addomesticabile.

### Coltivazione
La coltivazione del tartufo o tartuficoltura è allo stadio sperimentale in Italia ed in Francia. Per creare un terreno adatto alla produzione intensiva del tartufo, o tartufaia coltivata, occorre scegliere un terreno calcareo e povero di humus, scegliere una varietà di tartufo ed impiantare essenze arboree ed arbustive tartufigene (quercia, nocciolo, salice, leccio e pioppo). Le pianticelle sono preventivamente micorizzate, ovvero le radici sono già in simbiosi con le ife fungine prescelte.
I risultati della tartuficoltura sono stati deludenti con le specie più pregiate di tartufo (Tuber magnatum), mentre con le altre, la produzione raggiunge ottimi livelli di qualità e quantità. Data la forte domanda non ci sono stati ancora forti impatti sui prezzi.
Risultati ottimi si sono avuti con l'impianto di ulteriori piantine micorrizzate in aree boschive dove il tartufo cresce naturalmente. Per tartufaia controllata si intende una tartufaia naturale migliorata con opportune pratiche colturali ed incrementate con la messa a dimora di idonee piante arboree ed arbustive tartufigene, preventivamente micorrizate.
Utilizzando piantine con radici micorrizate, una coltivazione sperimentale in Nuova Aquitania ha dato risultati promettenti. Si tratta dei primi tartufi bianchi pregiati raccolti in una piantagione situata al di fuori dell'areale geografico naturale di questa specie.

### Gastronomia

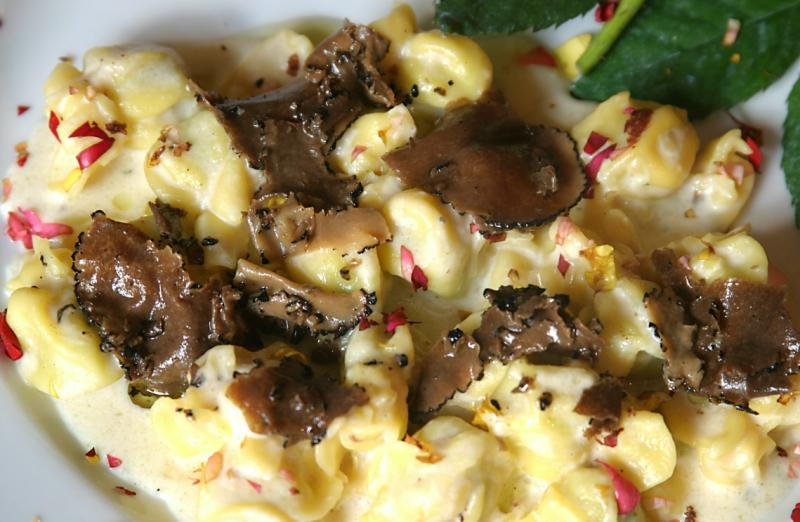
Fagottini ripieni di formaggio, conditi con abbondante tartufo

Raramente viene commercializzato intero e fresco, a causa del costo elevato, della difficoltà di trasporto e conservazione e della caratteristica attitudine del tartufo a essere trasformato in modo creativo. È sufficiente infatti una ridottissima quantità di tartufo per insaporire un piatto o una salsa e l'enorme valore aggiunto della lavorazione stimola il proliferare di piccole imprese di trasformazione.
Vengono preparati normalmente vasetti con tartufi interi di piccole dimensioni e anche altri prodotti a base di tale fungo: carpaccio (ovvero a fettine molto sottili), salse pronte comprendenti in genere una base di funghi, che si prestano all'uso su crostini, frittate, bruschette, pasta di grano duro, pasta fresca o di soia, bistecche di filetto.
Altre preparazioni comuni sono la grappa e l'amaro al tartufo.
Gli oli d'oliva aromatizzati al tartufo sono molto richiesti, ma a causa di difficoltà insite nel processo di produzione, la maggior parte di essi vengono preparati con aroma di sintesi a base di bis-metiltiometano. Tale aroma viene spesso aggiunto anche a salse con polpa di tartufo. Per evitare di acquistare prodotti sintetici occorre osservare se sull'etichetta appare la dicitura "aroma" che significa, in pratica, a base di bis-metiltiometano. Quando il prodotto è naturale in genere non appare alcuna specifica oppure è specificato come "aroma naturale". Alcune preparazioni particolari si stanno affermando grazie all'inventiva dei produttori, come le peschette al tartufo d'Abruzzo, preparati con pesche verdi nane, olio ed aceto.

## Legislazione italiana
Dal 1985 la legislazione italiana, in seguito all'incremento della raccolta e al diffondersi di pratiche non eco-compatibili, regola la raccolta di tartufi. La legge statale 16 dicembre 1985, n. 752, "Normativa quadro in materia di raccolta, coltivazione e commercio dei tartufi freschi o conservati destinati al consumo" (g.u. 21 dicembre 1985, n. 300) ha dato mandato alle Regioni di regolare la raccolta sul proprio territorio, stabilendo alcune regole comuni:
- è vietato commercializzare tartufi immaturi o non appartenenti alle 9 specie elencate di seguito;
- la raccolta dei tartufi è libera nei boschi e nei terreni non coltivati, compresi i pascoli;
- la raccolta nelle tartufaie "coltivate" ed in quelle "controllate" compete ai titolari della loro conduzione, se debitamente autorizzate, delimitate e segnalate;
- la raccolta tramite zappatura, sarchiatura e aratura è severamente punita in quanto uccide il fungo;
- è vietato l'utilizzo del maiale per la ricerca del tartufo, a causa dei danni ambientali provocati da questo animale nella ricerca.

## Patrimonio immateriale dell'umanità (UNESCO)
Il 16 dicembre 2021 la cerca e cavatura del tartufo in Italia è entrata ufficialmente nella lista dei patrimoni orali e immateriali dell'umanità custoditi dall'UNESCO.

## Specie

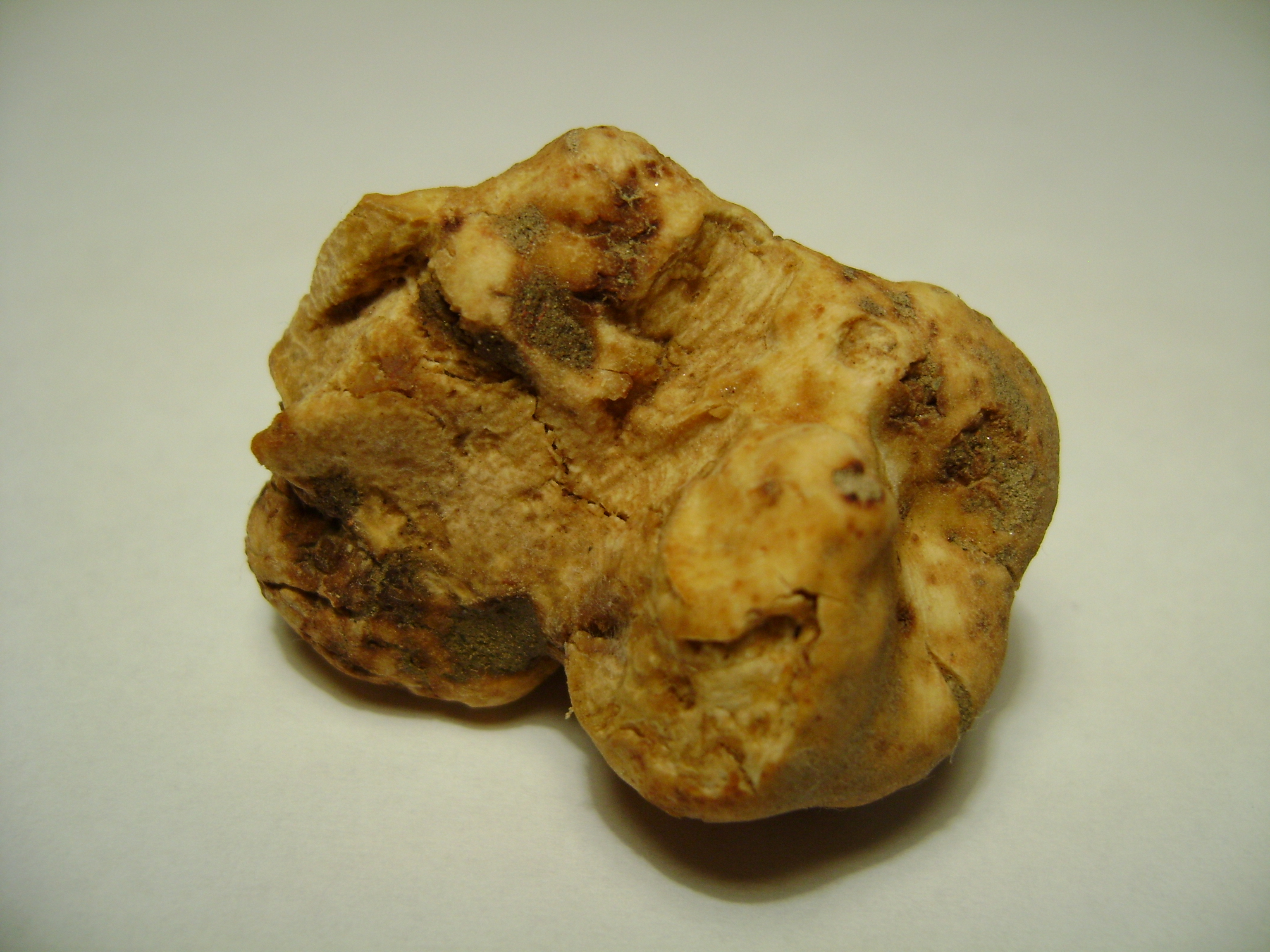
Un tartufo bianco

Queste sono le specie la cui raccolta è consentita in Italia. Esistono altre specie, lievemente tossiche e di odore nauseabondo, e che quindi non si prestano alla raccolta. Non esistono specie molto tossiche o velenose.
1. Tartufo bianco pregiato, Tuber magnatum Pico
2. Tartufo nero pregiato, Tuber melanosporum Vittad.
3. Tartufo moscato, Tuber brumale var. moschatum De Ferry
4. Tartufo nero estivo, Scorzone, Tuber aestivum Vittad.
5. Tartufo uncinato, Tuber uncinatum Chatin
6. Tartufo nero invernale, Tuber brumale Vittad.
7. Tartufo bianchetto o Marzolino, Tuber borchii Vittad. = Tuber albidum Pico
8. Tartufo nero liscio, Tuber macrosporum Vittad.
9. Tartufo nero ordinario o tartufo di Bagnoli, Tuber mesentericum  Vittad.
10. Tuber excavatum Vittad.
11. Tuber puberulum Berk. & Broome
12. Tuber oligospermum Vitt.
13. Tartufo rossetto, Tuber rufum Pico

La denominazione Vitt. o Vittad. si riferisce a Carlo Vittadini, scopritore di diverse specie.